# Aria (manga)
 (décembre 2024).
Pour les articles homonymes, voir Aria (homonymie).
Aria (アリア) est un shōnen manga de science-fiction écrit et dessiné par Kozue Amano. C'est la suite directe de la série en deux volumes Aqua (アｸア). ARIA est prépubliée dans le Monthly Comic Blade de Mag Garden entre novembre 2002 et mars 2008, et a été compilé en douze tomes. Il est édité en version française par Kami, mais seuls les sept premiers volumes sont parus. L'éditeur Ki-oon possède désormais les droits de la série et ressort depuis janvier 2020 la version kanzenban dite Aria - The Masterpiece en sept tomes en grand format.
Le manga est adapté en série télévisée d'animation de trois saisons, ainsi qu'une OAV et deux films d'animation.

## Synopsis
Aqua et Aria se déroulent durant le XXIVe siècle sur la planète Mars. La planète fut terraformée environ 150 ans avant le récit, mais la quantité d'eau disponible au pôle ayant été mal calculée, la planète, maintenant appelée Aqua, est couverte à 90 % d'océans. La cité de Néo-Vénézia, le lieu principal des deux séries, est basée sur la partie historique de Venise avec une architecture et une atmosphère similaire.
Les deux séries racontent sous l'histoire d'Akari Mizunashi, une apprentie ondine d'Aria Company, une des trois compagnies de gondolières les plus populaires de la ville. Elle suit un entraînement pour devenir une ondine professionnelle ou Prima comme elles sont appelées à Néo-Vénézia. Aria raconte la vie qu'elle mène durant cette période d'entraînement avec ses découvertes et ses rencontres.
Le style scénaristique d' Aria et d' Aqua s'approche de la tranche de vie, racontant la découverte de ce monde extraordinaire par la très fleur-bleue Akari. Dans un sens, c'est assez similaire à des mangas comme Yokohama Kaidashi Kikō.

## Vocabulaire

### Ondine
Les ondines sont les gondolières professionnelles de Néo-Vénézia faisant visiter la ville aux touristes.

### Salamander
Les salamander sont les personnes chargées de contrôler le climat d'Aqua pour maintenir la terraformation de la planète. Ils vivent sur des îles flottantes dans le ciel d'Aqua.

### Gnome
La gravité d'Aqua étant plus faible que celle de Man-Home, les gnomes (aussi appelés norm) sont chargés de l’accroître au moyen de pierres de gravité qu'ils envoient régulièrement dans le noyau. La plupart d'entre eux sont de petite taille et ont une vision moins performante que les humains normaux.

### Sylphe
Les sylphes (ou silf) sont les livreurs-express de la planète. Ils parcourent le ciel sur leurs aéronefs pour délivrer de manière bien plus rapide qu'une gondole n'importe quel paquet (humain compris).

### Pair
Une Pair est une ondine débutante qui commence seulement à pratiquer la navigation en gondole. Les Pairs se reconnaissent à leur paire de gants qui protègent leurs mains des cloques. Quand une Pair avance au rang de Single, elle enlève un gant.

### Single
Une ondine initiée mais n'ayant pas encore le niveau pour prétendre être professionnelle est une single. Elles sont appelées ainsi parce qu'elles ne portent qu'un seul gant. Elles peuvent prendre des clients si elles sont accompagnées d'une Prima.

### Prima
Les prima sont les ondines professionnelles. Elles ne portent plus de gants et sont les seules à avoir des gondoles blanches. Les trois Fées de l'Eau sont les actuelles trois plus grandes ondines de Néo-Vénézia dans les trois domaines majeurs. Elles ont chacune leurs spécialités : Alicia Florence (navigation), Akira E. Ferrari (guide) et Athéna Glory (chant).

### Association des ondines
L'association des ondines, également appelée association des gondoliers, est une guilde chargée du respect du règlement par toutes les compagnies ainsi que de la promotion du métier, gérée par d'anciennes Prima. L'association réunit plusieurs fois par an ses membres les plus éminents.

### Titre
Lors de son ascension au rang de Prima, une ondine reçoit de la part de sa tutrice une appellation qui correspond à sa façon d'être. Cette appellation est un pseudonyme sous lequel le public la connaîtra en dehors de son véritable nom. Normalement, elles perdent ce titre lorsqu'elles partent à la retraite ; cependant, il existe plusieurs exceptions, ce sont les titres honorifiques qui sont alors éternellement portés par la personne en question.

## Personnages

### Aria Company
- Président : Aria Pokoteng
- Fondatrice : Akino Ametsuchi
- Membres à l'époque du récit : Alicia Florence et Akari Mizunashi
- Autres membres : Akino Ametsuchi, Anna, Ai
- Fondation : 2281
- Nombre d'employées : 2
- Nombre de gondoles : 3
- Adresse : Riverbank 4914 (ネオ・スキアヴォーニ河岸4914?)
- Couleur dominante : Bleu

Modeste entreprise d'ondines, Aria Company a pour principe de garder une dimension humaine tout en engageant et formant des jeunes filles talentueuses pour garantir son avenir face à des entreprises plus importantes comme Hime-Ya ou Orange Planet.
Fondée par la légendaire ondine Akino Ametsuchi (également connue sous les surnoms de Grande Fée ou Grand-mère de toutes les Ondines), elle est actuellement dirigée par Alicia Florence, la plus populaire des trois Fées de l'Eau.
Outre la couleur bleue, les autres particularités de l'uniforme sont :
- le logo ci-contre à l'avant des robes
- le logo de la compagnie sur l'épaule gauche
- trois bandes horizontales sur l'épaule droite
- trois bandes horizontales dans le bas du dos de la robe
- un col marin entièrement blanc
- une cravate ressemblant à un nœud papillon avec une prolongation de forme carré au centre
- les chaussures semblables à des baskets
- les mitaines d'été bleues avec des bracelets de métal
- les gants d'hiver blancs avec un triangle
- un béret avec des rubans

#### Akari Mizunashi(水無 灯里,Mizunashi Akari?)
Rang : Pair, promue Single (AQUA ch.5), promue Prima (ARIA ch.58)

Titre : Aquamarine (遙かなる蒼,, Harukanaru Ao)

Lieu et date de naissance : Man-home, 30 janvier

Taille : 1,55 m

Groupe sanguin : A

Âge: 15 (début), 21 (fin)

Née sur Man-Home, Akari est une personne heureuse et facile à vivre, elle est rarement contrariée ou en colère, tout comme son instructrice. D'un tempérament assez fleur-bleue, elle fait régulièrement des remarques très romantiques sur choses ou des événements que la plupart des gens considéreraient comme inintéressants. Dans la version originale, Akari dit régulièrement "Hohe" ou "Hahi", mais dans la version française ce comique de répétition lié au personnage est atténué par l'utilisation de mots ou d'expressions sans cesse différents.
Bien qu'elle ne soit pas aussi douée qu'Alice en navigation, ni aussi familière de l'histoire d'Aqua et Néo-Vénézia qu'Aika, sa nonchalance et son romantisme font qu'elle est très appréciée des gens qu'elle rencontre. De plus, elle se lie d'amitié assez facilement et peut engager une conversation passionnée même avec de parfaits inconnus, ce qui lui vaut d'être parfois considérée comme étrange même par ses amis.
Avant de travailler pour Aria Company, elle s'est entraînée à ramer sur Man-Home grâce à des simulations, mais elle a appris à le faire en marche arrière. Cela dit selon Aika, « Akari est invincible quand elle rame en marche arrière ». Elle est la narratrice de chaque chapitre et raconte par des lettres ses aventures à une personne inconnue,.

#### Alicia Florence(アリシア・フローレンス,Arishia Furōrensu?)
Rang : Prima, se retire de la profession (ARIA ch. 59)

Titre : Blanche-Neige (白き妖精, Shiroki Yōsei, Fée Blanche)

Lieu et date de naissance : Aqua, 30 octobre

Taille : 1,65 m

Groupe sanguin : A

Âge: 19 (début), 25 (fin)
La seule autre ondine d'Aria Company, et la plus populaire de toute la ville (sa renommée est interplanétaire), ce qui, en un sens, explique qu'Aria Company soit une entreprise si populaire malgré le fait qu'elle ne compte que deux employées. Son talent est reconnu de tous au point qu'elle fasse partie des trois Fées de l'Eau de Néo-Vénézia. Tout comme Akari, elle est très calme et facile à vivre, cependant elle a un côté espiègle qui ressort de temps à autre. Elle réagit souvent en ne disant que « Ara ara » (traduit en français par « Ah là là ») ou en riant bêtement. Dans le manga, elle également décrite comme une grande buveuse, bien que selon Akira, elle tienne bien l'alcool.
Après la promotion d'Akari au rang de prima, elle s'est retirée de la profession pour se marier. Elle a cependant continué à garder un pied dans le monde des ondines en devenant membre administratif de l'association des ondines. Son titre, Blanche-Neige, est devenu le 8e titre honorifique de l'association des gondoliers.

#### Akino Ametsuchi(天地 秋乃,Ametsuchi Akino?)
Rang : Prima retraitée
Légende vivante, elle est appelée de manière honorifique la Grande Fée ou Grand-mère Ondine. C'est l'une des plus anciennes et probablement la plus respectée des ondines. Travaillant d'abord pour Himeya durant une dizaine d'années, elle a fondé Aria Company 20 ans avant le début de ARIA et a enseigné l’art des ondines à Alicia et Anna.
Elle laissa Aria Company à la charge d'Alicia après son départ à la retraite.

#### Ai(アイ,Ai?)
Rang : Pair
Jeune fille créée à l'origine pour l'anime, elle intègre cependant le manga dans le tout dernier chapitre en devenant l'élève de Akari.
Originaire de Man-Home, elle fut la première cliente d'Akari dans la version anime. Elle n'aime pas Aqua. Mais après sa rencontre avec Akari, elle changera d'avis et elles se mettront à s'écrire régulièrement. Ce sont généralement ses paroles qui concluent les épisodes avec une pseudo-morale dans la réponse à Akari.

#### Anna(アンナ,,Anna?)
Rang : Prima retraitée
Première élève d'Akino et première ondine promue Prima chez Aria. :Elle s'est retirée de la profession lorsqu'elle s'est marié, Alicia n'étant alors une Prima que depuis très peu de temps. Elle vit avec son mari Albert et son fils Ahito sur l'île de Néo-Burano.

#### Président Aria Pokoteng(アリア・ポコテン,Aria Pokoten?)
Race : Chat-martien

Poids: 5 kg

Date de naissance : inconnue
Mascotte d'Aria Company, c'est un chat-martien assez gros. Principal responsable du comique de situation dans le manga, il est très attiré par la présidente Hime qui, visiblement, ne partage pas ses sentiments. Plutôt âgé (il a près de la trentaine), il semble être l'un des seconds de Cait-Sith.

### Hime-Ya
Président : Hime

Propriétaire : La famille Granzchesta

Membres à l'époque du récit : Akira E. Ferrari, Aika S. Granzchesta, Ayumi K. Jasmine

Fondation : 2180

Nombre d'employées : 80

Nombre de gondoles : 100

Adresse : Riverbank 8113 (スキアヴォーニ河岸8113)

Couleur dominante : Rouge
La plus ancienne et la seconde plus importante société d'Ondine de tout Aqua, Hime-Ya est une entreprise familiale créée et gérée par la famille Granzchesta. Fondée lors de la terraformation de mars en Aqua, elle a perdu son rang de première compagnie d'ondines à la suite de la création d'Orange Planet 10 ans avant le début du manga.
Outre la couleur rouge, les autres particularités de l'uniforme sont :
- le logo ci-contre à l'avant des robes
- le logo de la compagnie sur l'épaule gauche
- deux chevrons vers le bas sur l'épaule droite
- deux chevrons vers le bas dans le bas du dos de la robe
- un col marin avec des bandes de couleur
- une cravate ressemblant à un nœud papillon
- les chaussures à talons
- les mitaines d'été en cuir rouge
- les gants d'hiver blancs
- un béret de type militaire

#### Aika S. Granzchesta(藍華・S・グランチェスタ,Aika S. Guranchesuta?)
Rang : Pair, promue Single (AQUA ch.5), promue Prima (ARIA ch.58)

Titre : Reine des Roses (薔薇の女王,, Bara no Joō)

Date et lieu de naissance : Aqua, 2 février

Taille : 1,60 m

Âge : 15 (début), 21 (fin)

Groupe sanguin : O

La première amie d'Akari sur Aqua. Aika étant la seule fille des propriétaires d'Hime-Ya, elle en est l'héritière. Cependant, cette idée ne la ravie pas tellement car, en conséquence, les employées de la société la sur-couvent (ce qu'elle déteste).
Aika parle en général de façon assez directe, elle coupe d'ailleurs régulièrement Akari lors de ses remarques idéalistes par la réplique Les remarques embarrassantes sont interdites! (恥ずかしいセリフ禁止！, Hazukashii serifu kinshi!) (malheureusement, la version française de Kami ne fait pas usage de ce comique de répétition). Malgré leurs personnalités en totale opposition, elle s'entend extrêmement bien avec Akari, puis par la suite avec Alice. Elle est extrêmement fière de son talent en tant qu'ondine et a régulièrement recours à la compétition pour le montrer. Elle a également une très grande admiration pour Alicia et trouve n'importe quel prétexte pour passer du temps avec elle (d'ailleurs, à l'origine, si elle est devenue amie avec Akari, c'était pour passer plus de temps à l'Aria Company).
Aika serait rentrée à l'Aria Company si elle n'avait pas eu des obligations familiales. Elle a le béguin pour Al.

#### Akira E. Ferrari(晃・E・フェラーリ,Akira E. Fērāri?)
Rang : Prima

Titre : Rose Pourpre (真紅の薔薇, Shinku no Bara)

Date et lieu de naissance : Aqua, 29 juillet

Taille : 1,68 m

Âge : 20 (lors de sa première apparition dans le tome 3)

Groupe sanguin : O
Akira est l'une des trois Fées de l'Eau et l'instructrice d'Aika. Elle est surnommée l’instructrice démoniaque en raison de son entraînement très strict ainsi que son tempérament assez colérique et brusque. Elle est particulièrement dure avec Aika pour la motiver car elle pense sincèrement qu'elle a le potentiel pour devenir une grande ondine, ainsi elle est la seule employée d'Hime-Ya à ne pas favoriser Aika.
Akira est surtout connue pour ses talents oratoire et sa grande connaissance sur les lieux touristiques et l'histoire de Néo-Vénézia (et Venise). Ses clients sont souvent des admirateurs et, aussi surprenant que cela puissent être, ce sont plus généralement des femmes (ce qui la dérange un peu car elle se considère comme particulièrement féminine).
La relation entre Akira et Alicia ressemble trait pour trait à celle d'Akari et Aika, les taquineries d'Alicia se font bien plus intenses dès qu'elles se font à l'attention d'Akira. Ce qui n'est pas vraiment surprenant quand on sait qu'elles sont amies depuis l'enfance. Cela dit, elle digère mal le fait qu'Alicia soit devenue une Prima avant elle, malgré le fait qu'elle soit la première à être devenue ondine.

#### Ayumi K. Jasmine(アユミ・K・ジャスミン,Ayumi K. Jasmine?)
Rang : Single

#### Présidente Hime M. Granzchesta
Race : Chat-terrien

Poids : 1,3 kg

Date de naissance : 5 août

C'est une petite chatte noire nommée Présidente Hime M. Granzchesta agissant avec noblesse. Hime signifie princesse en japonais.

### Orange Planet
Président : Maa

Membres à l'époque du récit : Athéna Glory & Alice Carroll

Fondation : 2291

Nombre d'employées : 81 (dont 20 Prima)

Nombre de gondoles : 120

Adresse : Plaza 0111 (ネオ・フラーリ広場0111)

Couleur dominante : Jaune-orangé
La société d'ondines la plus récente est aussi la plus importante. À la suite de sa création 10 ans avant le début du manga, elle a connu une croissance fulgurante. Au cours du manga, le vieux président Orange meurt et est remplacé par la présidente Maa.
Outre la couleur jaune-orangé, les autres particularités de l'uniforme sont :
- le logo ci-contre à l'avant des robes
- le logo de la compagnie sur l'épaule gauche
- une bande surmontée d'un triangle sur l'épaule droite
- deux bandes horizontales dans le bas du dos de la robe
- un col marin avec une bande de couleur
- une cravate
- les bottes
- les mitaines jaunes
- une casquette

#### Alice Carroll(アリス・キャロル,Arisu Kyaroru?)
Rang : Pair, promue Prima (ARIA vol.11)

Titre : Orange Princess (黄昏の姫君, Tasogare no Himegimi, Princesse Crépuscule)

Date et lieu de naissance : Aqua, 1er septembre

Taille : 1,45 m

Âge : 14 (lors de sa première apparition dans le tome 3)

Groupe sanguin : B
Introduite dès le tome 3, Alice est une pair d'Orange Planet deux ans plus jeune qu'Akari et Aika. De première abord, elle semble être une fille pas très sympathique et fataliste ; cependant, le tempérament émerveillé d'Akari la fera peu à peu sortir de sa carapace tout au long de la série. Ce qui ne l'empêche pas de dire à Akari et Aika qu'elles sont bruyantes dès qu'elles discutent avec trop de vivacité.
Lorsqu'Akari et Aika la rencontrèrent, elle n'était que Pair mais avait déjà un réel talent pour la navigation qui surpasse probablement celui de la plupart des ondines (c'est d'ailleurs pour ça qu'elle est devenue ondine si jeune). Malgré cela, et bien qu'Akari et Aika soient de sociétés concurrentes, elle participe souvent à leurs entraînements communs et aime leur compagnie.
Alice parle de manière pince-sans-rire et a tendance à utiliser le mot énorme (でっかい, dekkai) assez souvent lorsqu'elle parle. Aika l'appelle généralement junior (後輩ちゃん, Kohai-chan). Dans le volume 11 (donc à 18 ans), Alice sort diplômée du lycée. Elle est rapidement promus au rang de Prima (depuis son rang de Pair), ce qui est un cas unique. Comme Athéna, Alice peut chanter d'une façon magnifique bien qu'elle n'ait pas vraiment confiance en elle. Alice Carroll est une référence à Alice au pays des merveilles.

#### Athéna Glory(アテナ・グローリィ,Atena Gurōrī?)
Rang : Prima

Titre : Sirène (天上の謳声, Tenjō no Utagoe, Voix Divine)

Date et lieu de naissance : Aqua, 24 décembre

Taille : 1,70 m

Âge : 21 (lors de sa première apparition)

Groupe sanguin : AB
C'est la troisième Fée de l'Eau. Elle travaille pour Orange Planet et est le mentor d'Alice. Elle est très tête-en-l'air et ne fait pas vraiment attention à grand chose (dans l'anime, elle oubliera même de se baisser sous un pont un peu bas), mais est très préventive envers Alice. Elle a été Single en même temps qu'Alicia et Akira et a souvent fait des entrainements communs avec elles (comme Akari, Aika et Alice). Athéna chante d'une façon divine et utilise son don pour divertir ses passagers et aider Alice quand elle n'a pas le moral. Athéna a un rire étrange, la plupart des gens qui ne le connaissent pas pensent qu'elle est en colère. Elle est assez calme généralement (à la limite de l'amorphisme parfois) mais elle aime bien s'amuser malgré tout.

#### Présidente Maa
Race : Chat-martien

Poids : 1,2 kg

Date de naissance : 22 novembre
Second chat à la tête d'Orange Planet, cette jeune chatte a des yeux bleus très petits. Présidente Maa a été nommée ainsi par Alice car elle pousse des petits "Maa~" tout le temps. Maa adore mordre le ventre du Président Aria.

### Autres personnages

#### Akatsuki Izumo(出雲 暁,Izumo Akatsuki?)
Rang : Apprenti Salamander

Date et lieu de naissance : Aqua, 8 janvier

Taille : 1,78 m

Âge : 16 (lors du premier tome)

Groupe sanguin : O
Le premier client d'Akari. C'est un jeune homme grand mais particulièrement impatient, il travaille en tant qu'apprenti Salamander. Il a tendance à tirer sur les cheveux d'Akari et l'appeler Rouflaquettes (Momiko en japonais). Bien qu'à première vue, ça n'est pas très sympathique, c'est juste sa façon de taquiner Akari qui ne semble pas le prendre mal. Bien qu'il soit dans le fond très gentil, son expression sévère et l'air négligé que lui donne sa robe trop grande lui donnent une aura menaçante qui n'encourage pas forcément à sympathiser.
Akatsuki ne descend pas souvent de la ville flottante, aussi chacune de ses visites au sol s'avère pour lui une aventure. Bien qu'il prétend être amoureux d'Alicia, il est plus probable qu'il aime en réalité Akari mais n'arrive pas à l'exprimer. Il a un frère ainé qui aime s'amuser à ses dépens.

#### Albert Pitt(アルバート・ピット,Arubāto Pitto?)
Rang : Apprenti Gnome

Date et lieu de naissance : Aqua, 20 mai

Taille : 1,40 m

Âge : 19 (lors de sa première apparition, tome 2)

Groupe sanguin : AB
Al est un gnome, par conséquent, il quitte rarement la cité souterraine excepté pour faire des courses. Bien qu'il soit apprenti, il est plutôt doué mais semble manquer un peu de confiance en lui. Avec sa petite taille et son apparence enfantine (comme tous les gnomes), il semble plus jeune qu'Akari et Aika alors que c'est l'inverse.

#### Ayano Kōji
Rang : Silf
Surnommé Woody, ce jeune homme un peu naïf est un silf. Il parcourt le ciel pour faire des livraisons et il adore ça. Cependant il n'a aucun sens de l'orientation et à besoin d'une carte pour effectuer son boulot. Il est maladroit, pas très futé, mais c'est justement ce qui le rend si simple et donc si facile à vivre. C'est d'ailleurs en voulant faire l'imbécile devant des enfants qu'il rencontrera Akari. Il habite à côté de chez Akatsuki.

#### Anno Namihei
Premier humain qu'Akari rencontrera sur Aqua (le premier personnage étant le Président Aria), le facteur est un vieil homme très sympathique qui fera de très nombreuses (mais courtes) apparitions dans le manga. Dans l'anime, il sera un jour le client d'Akari parce qu'il ne lui était pas possible de ramer mais qu'il ne souhaitait pas perdre un jour de tournée.

## Anime

### Fiche technique
- Réalisation : Junichi Sato
- Chara-design : Makoto Koga
- Scénario : Reiko Yoshida
- Direction artistique : Junichiro Nishikawa
- Production : studio HAL

### Doublage
- Erino Hazuki : Akari Mizunashi
- Chinami Nishimura : Aria Pokoteng
- Sayaka Ohara : Alicia Florence
- Chiwa Saito : Aika S. Granzchesta
- Junko Minagawa : Akira E. Ferrari
- Ryō Hirohashi : Alice Carroll
- Tomoko Kawakami : Athéna Glory
- Hirofumi Nojima : Akatsuki Izumo
- Akeno Watanabe : Albert Pitt
- Motomu Kiyokawa : M. le postier
- Kaori Mizuhashi : Ai

### Générique

#### ARIA The Animation
- Opening :
  - Ondine (ウンディーネ?) par Yui Makino
- Ending :
  - Rainbow par Round Table feat. Nino

#### ARIA The Natural
- Opening :
  - Euphoria (ユーフォリア?) par Yui Makino
- Ending :
  - Natsumachi (夏待ち?) par Round Table feat. Nino
  - Smile Again par Erino Hazuki

#### ARIA The OVA ~Arietta~
- Opening :
  - Nanairo no Sora o (七色の空を?) par SONOROUS
- Ending :
  - Ashita, Yuugure Made (夕暮れまで?) par Erino Hazuki

## Anecdotes et remarques
- Tous les personnages féminins sont dessinés de façon assez régulière en SD, leurs visages reflètent à ces moments-là leurs caractères respectifs :
  - Akari est ébahie ;
  - Aika est fière ;
  - Alice est fataliste ;
  - Alicia est joyeuse ;
  - Akira est colérique ;
  - Athéna est rêveuse.
- Les prénoms de tous les personnages commencent par A.
- La particularité d’ARIA est de voir correspondre un tome avec une saison martienne, mais l'année martienne durant deux années terriennes, un an s'écoule tous les deux tomes (exception faite de AQUA : seuls 11 mois s'écoulent). Ainsi, la progression de l'histoire dans le temps est extrêmement rapide et Akari passe de 15  à   21 ans sur les douze tomes du récit.
- Dans l'univers d’ARIA, les chats aux yeux bleus, en référence à l'aigue-marine, sont considérés comme des divinités protectrices par les ondines, c'est la raison pour laquelle chaque société d'ondines a pour président un de ces chats.
- Tous les titres d'épisodes japonais commencent par des pronoms démonstratifs.